# European Talent Cup
L'European Talent Cup, anomenada per raó de patrocini Hawkers European Talent Cup i abreujada HETC, és un campionat de motociclisme de velocitat que organitza Dorna Sports sota la supervisió de la FIM. Reservat a pilots d'entre tretze i disset anys que hi competeixin amb una Honda NSF 250 R pràcticament de sèrie, el campionat forma part del programa de formació de joves valors creat per Dorna amb el nom de Road to MotoGP.
Sorgida com a complement del campionat d'Espanya de velocitat (CEV), la Copa va formar part des del 2017 de l'aleshores anomenat FIM CEV fins que a partir de la temporada del 2022 es va desvincular totalment del CEV i es va integrar en el nou campionat FIM JuniorGP. Des del 2020, el principal patrocinador de la Copa és el fabricant d'ulleres de sol Hawkers, amb seu a Elx.

## Especificacions tècniques
L'European Talent Cup fa servir el sistema One Make Bike ("motocicleta d'una sola marca") per tal que tots els participants gaudeixin de les mateixes oportunitats. A data del 2021, les especificacions tècniques eren les següents:

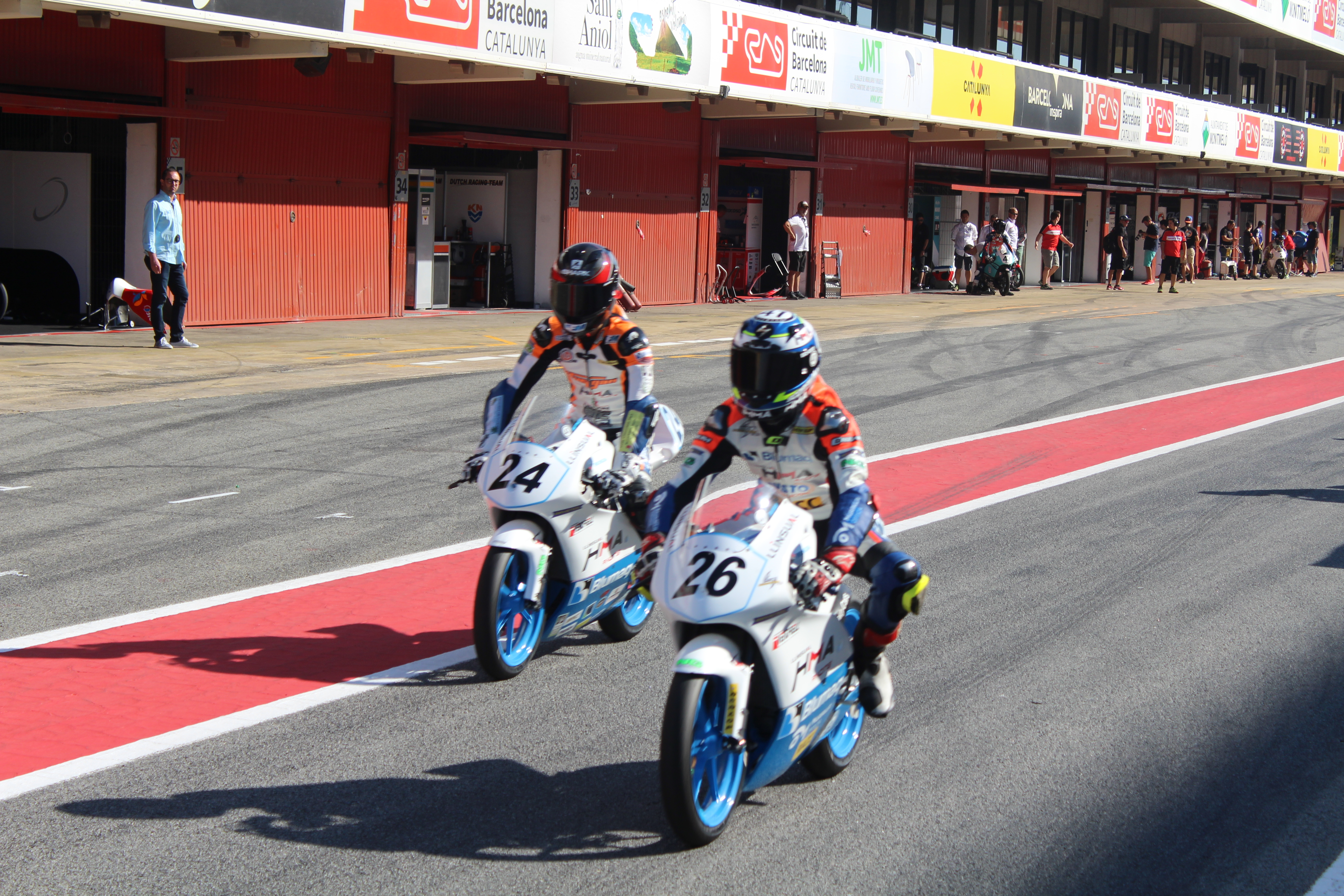
Dos participants a la cursa del circuit de Catalunya del 2017

| Dades tècniques de la moto | Dades tècniques de la moto                | Dades tècniques de la moto                      |
| -------------------------- | ----------------------------------------- | ----------------------------------------------- |
| Model                      | Honda NSF250R                             | Honda NSF250R                                   |
| Mesures                    | Longitud                                  | 1.809 mm                                        |
| Mesures                    | Amplada                                   | 560 mm                                          |
| Mesures                    | Alçada                                    | 1.307 mm                                        |
| Mesures                    | Distancia entre eixos                     | 1,219 mm                                        |
| Mesures                    | Alçada lliure sobre el terra              | 107 mm                                          |
| Mesures                    | Alçada selló                              | 729 mm                                          |
| Mesures                    | Capacitat dipòsit                         | 11 l                                            |
| Bastidor                   | Tubular de doble bressol d'alumini        | Tubular de doble bressol d'alumini              |
| Motor                      | Tipus                                     | Monocilíndric 4 temps refrigerat per aigua      |
| Motor                      | Cilindrada                                | 249,3 cc                                        |
| Motor                      | Lubrificació                              | Càrter semi sec, pressió forçada i càrter humit |
| Motor                      | Transmissió                               | 6 velocitats                                    |
| Motor                      | Embragatge                                | Multidisc humit                                 |
| Motor                      | Sistema de subministrament de combustible | PGM-FI                                          |
| Suspensió                  | Anterior                                  | Telescòpica invertida                           |
| Suspensió                  | Posterior                                 | Swinger, Pro-link                               |
| Frens                      | Anterior                                  | Disc únic de 296 mm, amb pinça de 4 pistons     |
| Frens                      | Posterior                                 | Disc únic de 186 mm, amb pinça de pistó únic    |
| Pneumàtics                 | Anterior                                  | 90/580 R17                                      |
| Pneumàtics                 | Posterior                                 | 120/600 R17                                     |

## Llista de campions
A 22 de novembre de 2024
| Any  | Pilot           | Motocicleta |
| ---- | --------------- | ----------- |
| 2017 | Manuel González | Honda       |
| 2018 | Xavier Artigas  | Honda       |
| 2019 | Izan Guevara    | Honda       |
| 2020 | David Alonso    | Honda       |
| 2021 | Máximo Martínez | Honda       |
|      |                 |             |
| 2022 | Guido Plini     | Honda       |
| 2023 | Máximo Quiles   | Honda       |
| 2024 | Carlos Cano     | Honda       |